# Sinatra (logiciel)
Sinatra est une bibliothèque d'applications Web gratuite et à code source ouvert, ainsi qu'un langage spécifique à un domaine écrit en Ruby. C'est une alternative aux autres frameworks d'applications Web Ruby tels que Ruby on Rails, Merb, Nitro et Camping. Il est dépendant de l'interface du serveur Web Rack. Il porte le nom du musicien Frank Sinatra.
Conçu et développé par Blake Mizerany, Sinatra est léger et flexible. Il ne suit pas le modèle typique modèle-vue-contrôleur utilisé dans d'autres infrastructures, telles que Ruby on Rails. Sinatra s'attache plutôt à « créer rapidement des applications Web en Ruby avec un minimum d'effort ».
Certaines entreprises notables et institutions utilisent Sinatra, notamment Apple, le gouvernement britannique, LinkedIn, Heroku, GitHub, Stripe et Songbird. Travis CI fournit une grande partie du soutien financier au développement de Sinatra.
Sinatra a été créé et ouvert en 2007.

## Exemple
```
#!/usr/bin/env ruby

require
 
'sinatra'

get
 
'/'
 
do

  
redirect
 
to
(
'/hello/World'
)

end

get
 
'/hello/:name'
 
do

  
"Hello 
#{
params
[
:name
]
}
!"

end

```